# Futari wa Pretty Cure
Futari wa Pretty Cure (ふ た り は プ リ キ ュ ア, Futari wa PuriKyua, lit. "We Are Pretty Cure", Hai Chúng Ta Là Precure), được biết đến với cái tên đơn giản là Pretty Cure bên ngoài Nhật Bản, là một loạt phim hoạt hình về cô gái phép thuật Nhật Bản do Toei Animation sản xuất và phát sóng trên khắp Nhật Bản trên kênh ANN của TV Asahi. Đây là loạt phim đầu tiên trong các siêu phẩm của Pretty Cure do Izumi Todo tạo ra. Loạt phim gốc do Daisuke Nishio đạo diễn, được phát sóng trên TV Asahi từ ngày 1 tháng 2 năm 2004 đến ngày 30 tháng 1 năm 2005, cùng khung giờ với tác phẩm Ashita no Nadja trước đó của Izumi Todo. 
Đây là phần đầu tiên của loạt phim Pretty Cure nhận được phiên bản tiếng Anh chuyển thể, được phát sóng tại Canada từ tháng 3 năm 2009. Phần tiếp theo trực tiếp, Futari wa Pretty Cure Max Heart (ふ た り は プ リ キ ュ ア Max Heart, Futari wa PuriKyua Makkusu Hāto), hay đơn giản là Max Heart, được phát sóng tại Nhật Bản từ ngày 6 tháng 2 năm 2005 đến ngày 29 tháng 1 năm 2006. Sau đó nó được thành công bởi Futari wa Pretty Cure Splash Star. Hai bộ phim Max Heart được phát hành lần lượt vào ngày 16 tháng 4 năm 2005 và ngày 10 tháng 12 năm 2005. Mô típ chính của bộ truyện là ánh sáng và bóng tối.